# Lúcar
Lúcar es una localidad y municipio español situado en la parte noroccidental de la comarca del Valle del Almanzora, en la provincia de Almería. Limita con los municipios almerienses de Tíjola, Armuña de Almanzora, Purchena, Somontín y Oria; y con el granadino de Cúllar.
Cuenta con una población de 825 habitantes (INE 2024). Se encuentra situado a una altitud de 912 metros.

## Toponimia
El origen del nombre del municipio viene del latín lucus que significa selva.

## Geografía física

### Situación
Integrado en la comarca del Valle del Almanzora, se encuentra situado a 99 kilómetros de la capital provincial, a 145 de Granada, a 171 de Murcia y a 201 de Jaén. El término municipal está atravesado por la carretera AL-6100, que conecta Lúcar con la A-334 en Tíjola.
| Noroeste: Cúllar (GR) | Norte: Cúllar (GR) y Oria | Nordeste: Oria    |
| Oeste: Tíjola         |                           | Este: Somontín    |
| Suroeste: Tíjola      | Sur: Armuña de Almanzora  | Sureste: Purchena |

### Riesgos naturales
El municipio de Lúcar todavía no cuenta con un PTEL que cumpla con la Ley 5/2010 sobre autonomía local.

## Naturaleza
En Lúcar se encuentra el Monumento natural de Piedra Lobera, popularmente conocida como La Risca del Puerto, es un hito geográfico situado en el pico de Lúcar, de 1722 m s. n. m., enclavado en la sierra de Lúcar, que a su vez forma parte del Sistema Bético y de la comarca del Alto Almanzora. Piedra Lobera es una formación caliza de escarpadas paredes que destacan en el paisaje. Según la tradición, en este lugar se refugiaron los últimos lobos ibéricos (Canis Lupus Signatus) de la sierra de Lúcar.
Piedra Lobera alberga una importante flora adaptada a las condiciones del entorno, caracterizado por las heladas, la escasa pluviometría, los vientos fuertes y la prolongada insolación, así como por lo pedregoso del suelo. Algunas de sus especies son endémicas, como la Arenaria tomentosa, destacando también la madreselva del Pirineo (Lonicera pyrenaica) o la peonia.

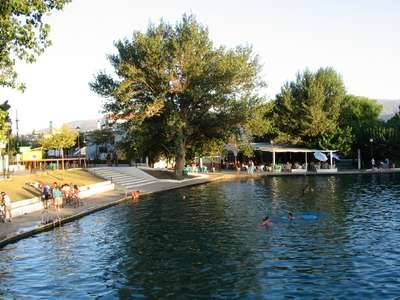
La balsa de Cela

La balsa de Cela es un manantial de aguas termales que nace en Cela. Las aguas de carácter medicinal, manan a 42 litros por segundo, y su temperatura se mantiene a lo largo del año entre 22 y 24 grados. Históricamente ha sido usada como lugar de baño para los vecinos de la comarca.

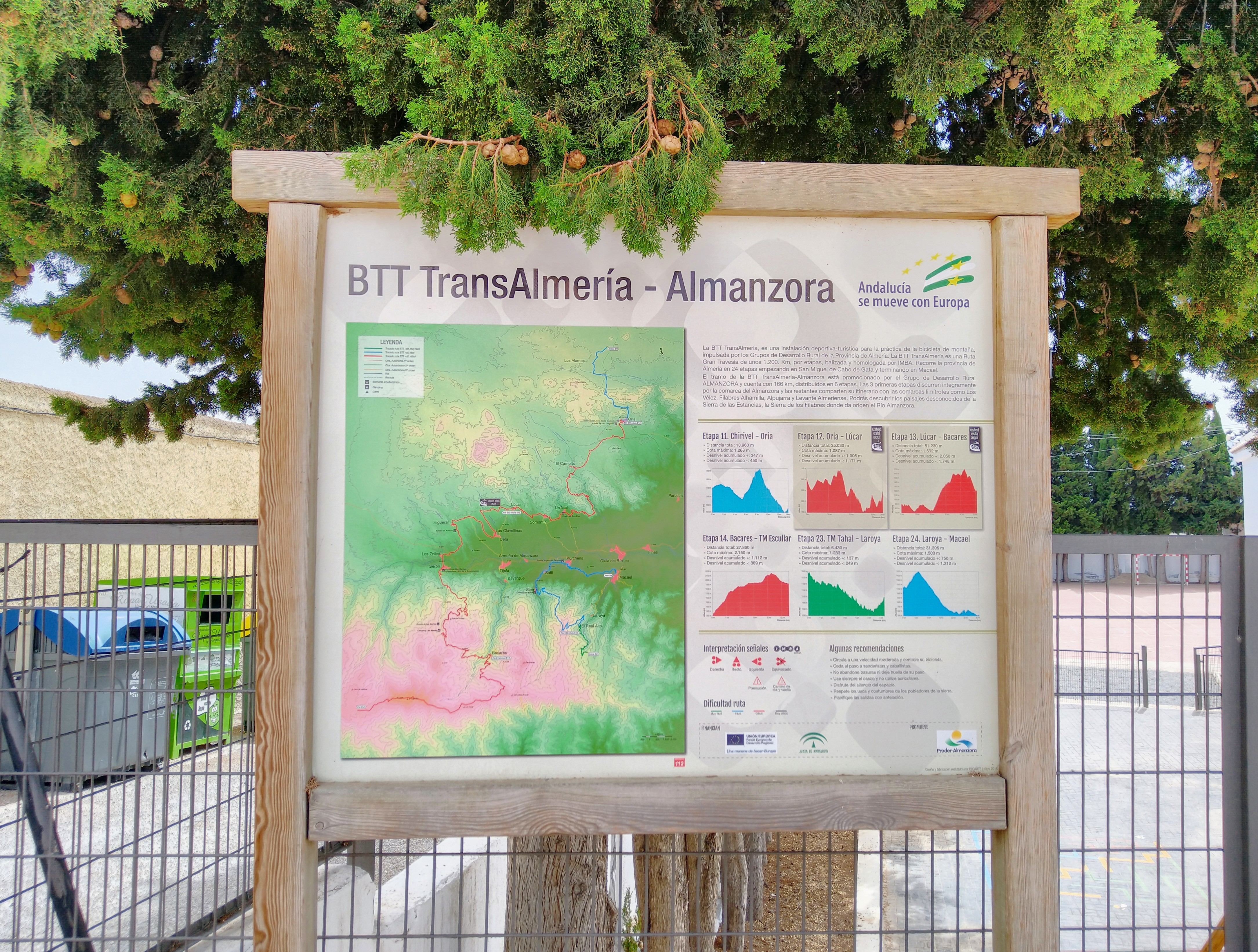
Cartel descriptivo de etapa de la ruta BTT TransAlmería.

Por el municipio, discurre el sendero PR-A 301 llamado Las Minas de Talco, en el cual se recorre una distancia de más de 13 kilómetros. Es un recorrido circular que discurre también por Somontín.También es atravesado por la ruta cicloturística de montaña BTT TransAlmería.

## Geografía humana

### Organización territorial
Además de la cabecera municipal, Lúcar cuenta también con varias entidades de población según el nomenclátor publicado por el Instituto Nacional de Estadística: Balsa de Cela, Cela, Las Clavellinas y Cruce de Cela.

### Demografía
Cuenta con una población de 825 habitantes (INE 2024).
| Gráfica de evolución demográfica de Lúcar entre 1842 y 2021                                                           |
| |
| Población de derecho según los censos de población del INE. Población de hecho según los censos de población del INE. |

### Economía

#### Evolución de la deuda viva municipal
| Gráfica de evolución de Deuda viva del Ayuntamiento de Lúcar entre 2008 y 2019                                |
| |
| Deuda viva del Ayuntamiento de Lúcar en miles de Euros según datos del Ministerio de Hacienda y Ad. Públicas. |

## Política
| Partido                                  | 2023  | 2023       | 2019  | 2019       | 2015  | 2015       | 2011  | 2011       | 2007  | 2007       | 2003  | 2003       | 1999  | 1999       |
| Partido                                  | %     | Concejales | %     | Concejales | %     | Concejales | %     | Concejales | %     | Concejales | %     | Concejales | %     | Concejales |
| Partido Socialista Obrero Español (PSOE) | 32,21 | 2          | 45,45 | 3          | 65,31 | 5          | 54,31 | 4          | 58,54 | 5          | 56,35 | 4          | 85,47 | 6          |
| Cs                                       | 62,5  | 5          | 50,87 | 4          | -     | -          | -     | -          | -     | -          | -     | -          | -     | -          |
| Partido Social de Lúcar (PSDL) 1         | -     | -          | -     | -          | -     | -          | 25,08 | 2          | 33,23 | 2          | 46,64 | 3          | -     | -          |
| Partido Popular (PP)                     | 3,16  | 0          | 1,22  | 0          | 33,95 | 2          | 20,61 | 1          | 8,23  | 0          | 2,01  | 0          | 14,53 | 1          |

1 En el 2007 fue en coalición con el PSA

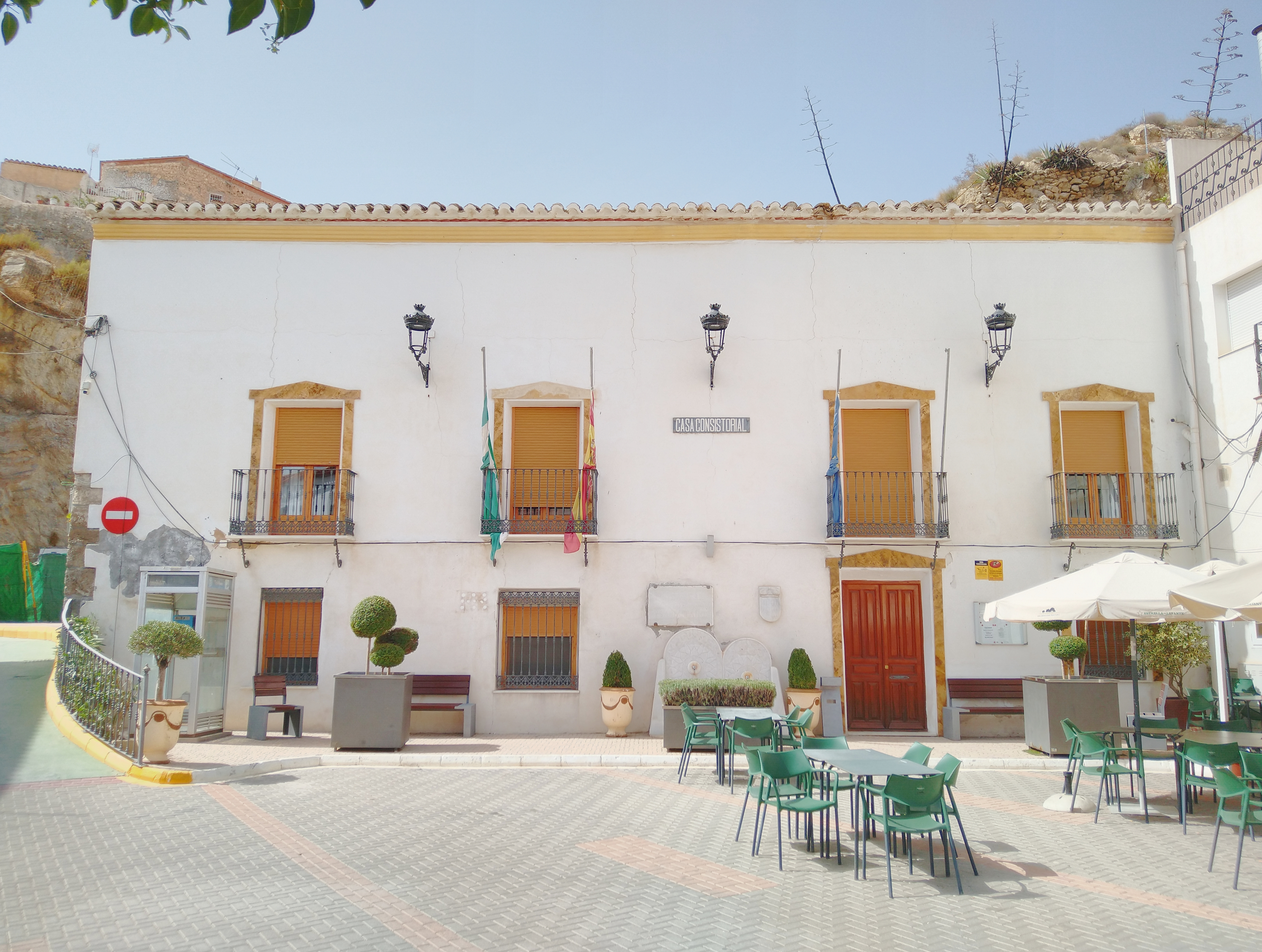
Casa consistorial.

| Legislatura | Nombre                     | Partido        |
| ----------- | -------------------------- | -------------- |
| 1979-1983   | José Antonio Ruiz Resina   | UCD            |
| 1983-1987   | José Antonio Ruiz Resina   | Independientes |
| 1987-1991   | José Antonio González Sáez | PSOE           |
| 1991-1995   | José Antonio González Sáez | PSOE           |
| 1995-1999   | José Antonio González Sáez | PSOE           |
| 1999-2003   | José Antonio González Sáez | PSOE           |
| 2003-2007   | José Antonio González Sáez | PSOE           |
| 2007-2011   | José Antonio González Sáez | PSOE           |
| 2011-2015   | José Antonio González Sáez | PSOE           |
| 2015-2019   | José Antonio González Sáez | PSOE           |
| 2019-2023   | Manuel López Encinas       | Ciudadanos     |
| 2023-act.   | Manuel López Encinas       | Ciudadanos     |

## Servicios públicos

### Educación
El municipio carece de colegio público propio, pero el CPR Alto Almanzora, ubicado en Armuña de Almanzora, y compartido con Bacares y Bayarque ofrece enseñanza primaria, debiendo los alumnos desplazarse luego hasta el IES Alto Almanzora, en Tíjola, para continuar con su educación obligatoria.

### Sanidad
El municipio cuenta con un consultorio, dependiente del Hospital de Baza, que da servicio de lunes, martes, jueves y viernes, además de un consultorio auxiliar en la pedanía de Cela.

## Cultura

### Monumentos

#### La Iglesia de Santa María

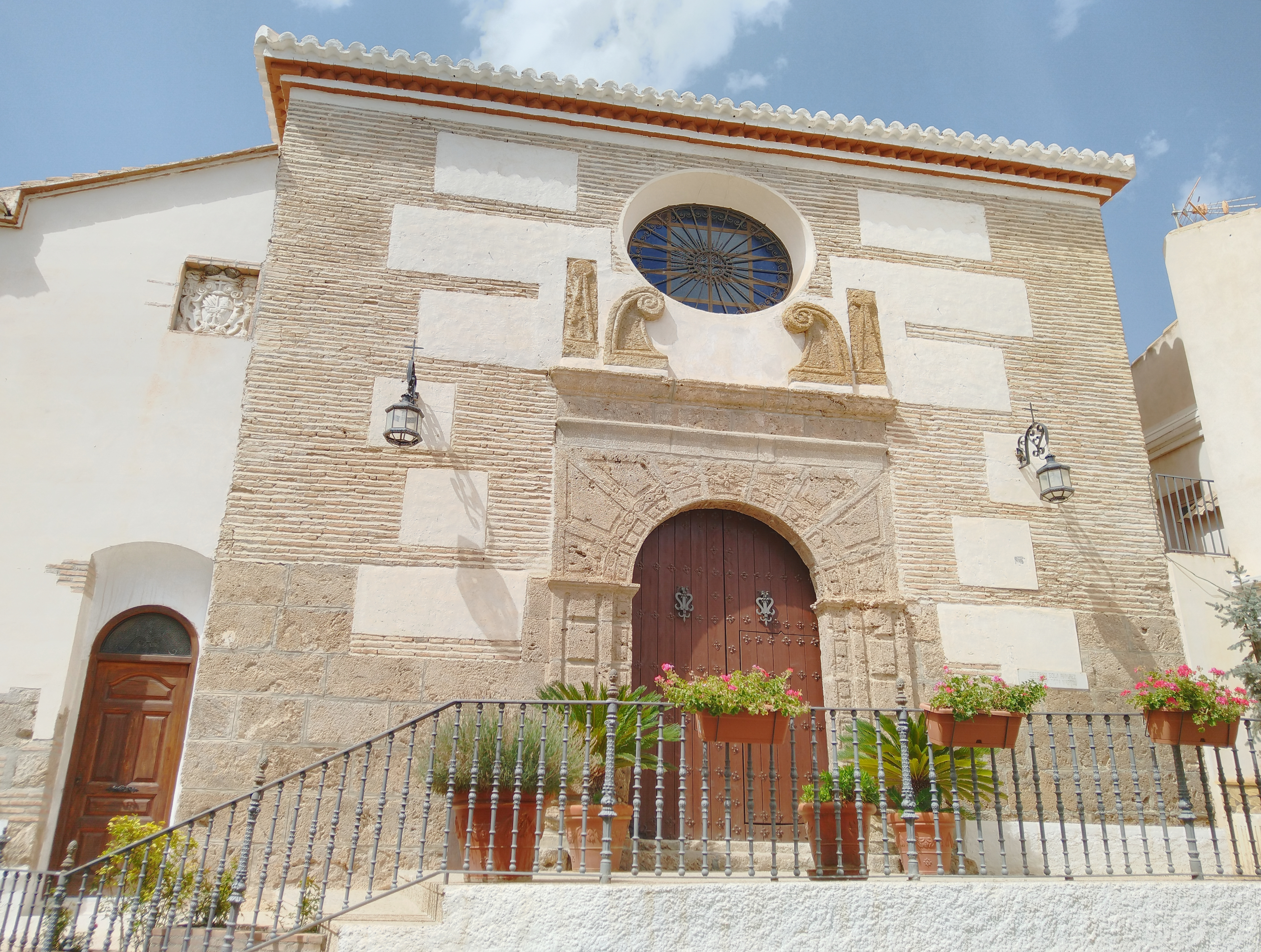
Iglesia de Santa María.

Construida en el siglo XVI en estilo mudéjar como muchas otras iglesias de la región, con una armadura mudéjar para cubrir su nave mayor, sufrió reformas tras la expulsión de los moriscos en 1573, y más tarde, en época barroca, que crearon las capillas laterales, rematadas con cúpulas de diversas formas.

#### La Santa

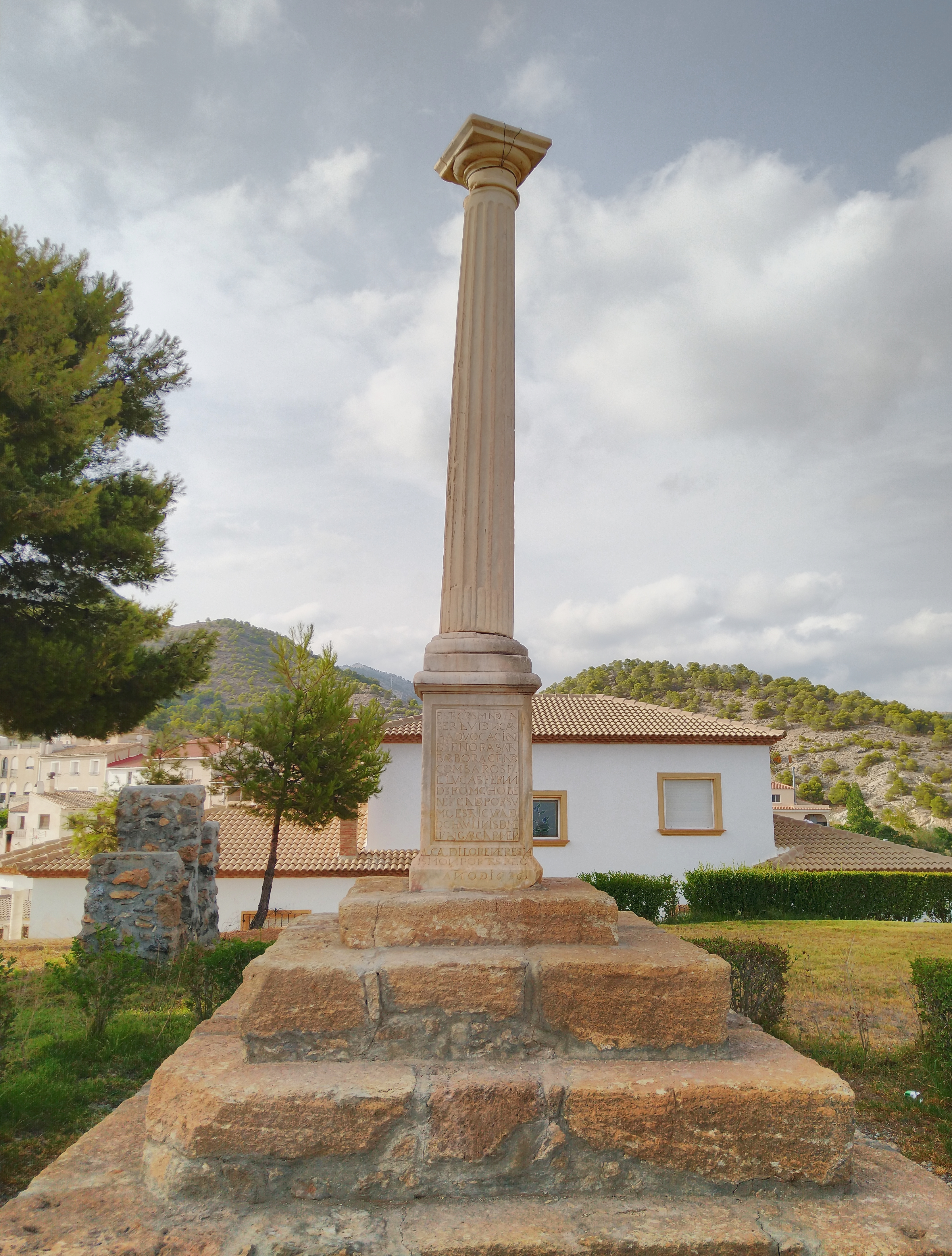
La Santa

Es una cruz de mármol blanco, ubicada en el emplazamiento de una cruz de madera, donde a su vez se encontraba una ermita en honor a Santa Bárbara. En los alrededores se ha construido un anfiteatro al aire libre.

#### Cueva de Almaceta
Es una cueva decorada con pinturas rupestres del paleolítico, declarada Bien de Interés Cultural.

#### Ermitas
- Ermita de San Sebastián[16]
- Ermita de María Auxiliadora[17]

### Patrimonio cultural inmaterial

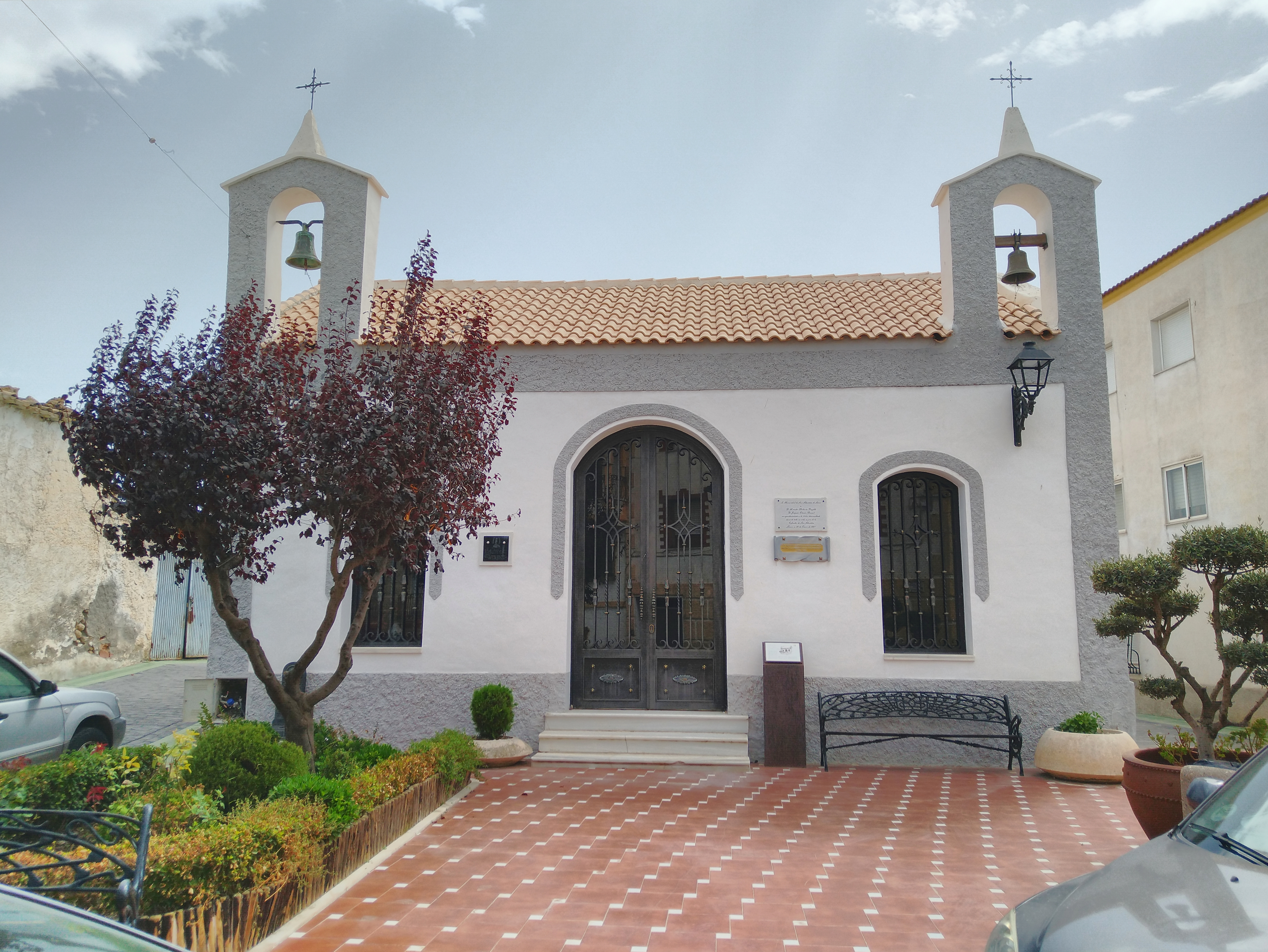
Ermita de San Sebastián

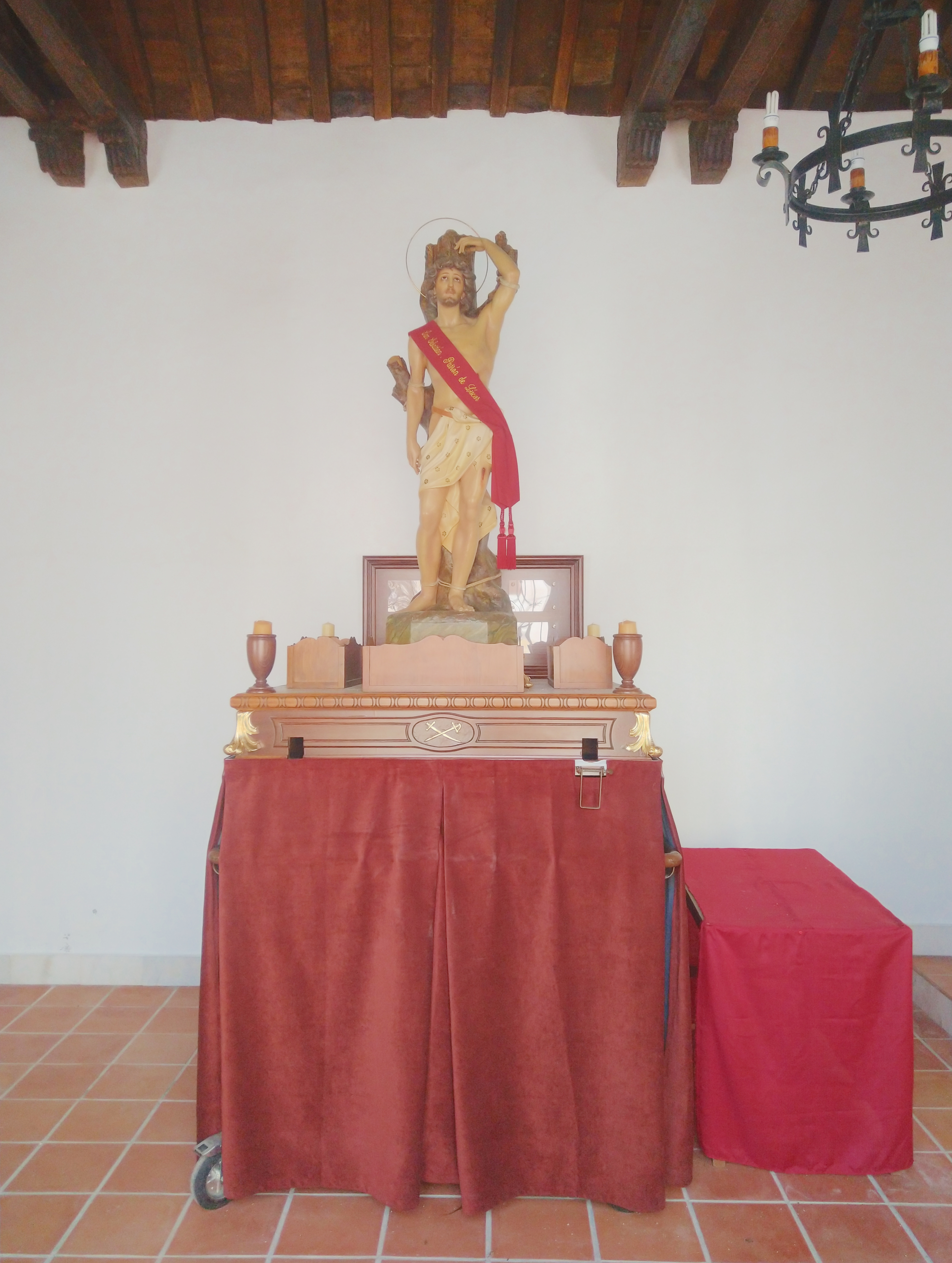
San Sebastián

Las fiestas patronales de Lúcar se celebran el 20 de enero con su Patrón, San Sebastián. En su honor se realizan varios eventos organizados por el Ayuntamiento y por las Hermandades de San Sebastián y Santa Inés.
La víspera del día grande se realiza una procesión por las calles del Lúcar con diversas paradas en las que se encienden hogueras al paso del Patrón.
El 20 de enero, día de festividad local, se realiza una procesión por las calles de Lúcar y a su paso el Patrón es agasajado por sus fieles con roscos de pan que se lanzan desde los balcones. Los lucareños acuden a la tirada de roscos, siendo habitual que los mozos y no tan mozos compitan para ver quien consigue más roscos. Tras la procesión se celebra Santa Misa para los fieles que acuden a la procesión.
Al amparo de estas fiestas empezó a celebrarse más tarde la festividad del Día de Santa Inés, que celebra su día el 21 de enero. También es sacada en procesión la mañana de su festividad y en su honor se celebra tras la procesión la Santa Misa. Tradicionalmente, por la tarde del 21 de enero, se celebra la Corrida de Cintas. Antiguamente los corredores eran hombres solteros y las que confeccionaban las Cintas eran mujeres solteras, teniendo un cariz último de cortejo entre los jóvenes del pueblo. Lógicamente en la actualidad, los participantes pueden ser de cualquier sexo, las Cintas las aporta la Hermandad de Santa Inés y se encarga del obsequio o premio por conseguirlas, teniendo el evento un carácter deportivo o de competición limpia entre los jóvenes.
Es habitual, ya tras tantos años de fiestas, aunque no siempre se den, que en estos días se celebre las llamadas Relaciones de Moros y Cristianos. Representación de lo que fue la reconquista cristiana en estas tierras que se reparte en varios actos a lo largo de los dos días, finalizando el 21 de enero con el Bautizo de Jamete que se representa en la Iglesia de Santa María de Lúcar.
El 25 de abril se celebra el día de San Marcos. En este día o el fin de semana más próximo es costumbre reunirse con los amigos y/o familia e ir al campo a pasar el día si el tiempo lo permite. Una tradición lo es también comerse el típico Hornazo, que se trata de un bollo dulce o brioche con un huevo cocido incrustado en su centro aunque los hay de varios tipos y características según el gusto del comensal.
Pascua de Resurrección.
En el segundo fin de semana de agosto se celebran las fiestas del emigrante y de la Virgen del Mar, y más tarde, el 16 de julio, la Virgen del Carmen.
El 24 de junio se celebra San Juan, con las tradicionales hogares.
El día de todos los Santos, el 1 de noviembre, también es costumbre reunirse con los amigos para hacer una comilona en la que no pueden faltar las castañas asadas, siendo denominada esa celebración Las Castañas.

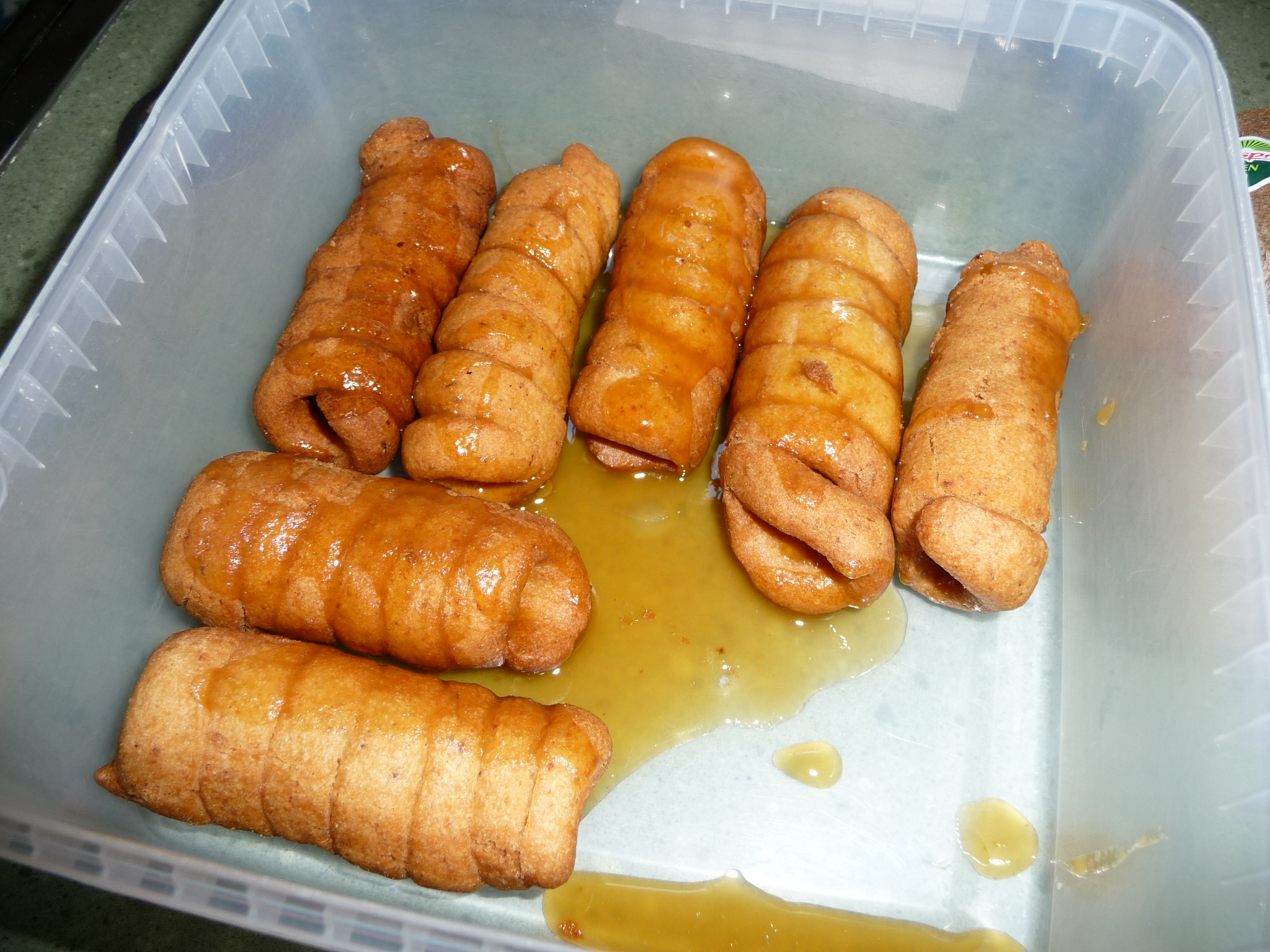
El rico dulce del gañote.

El 13 de diciembre se celebra San Lucía.

### Gastronomía

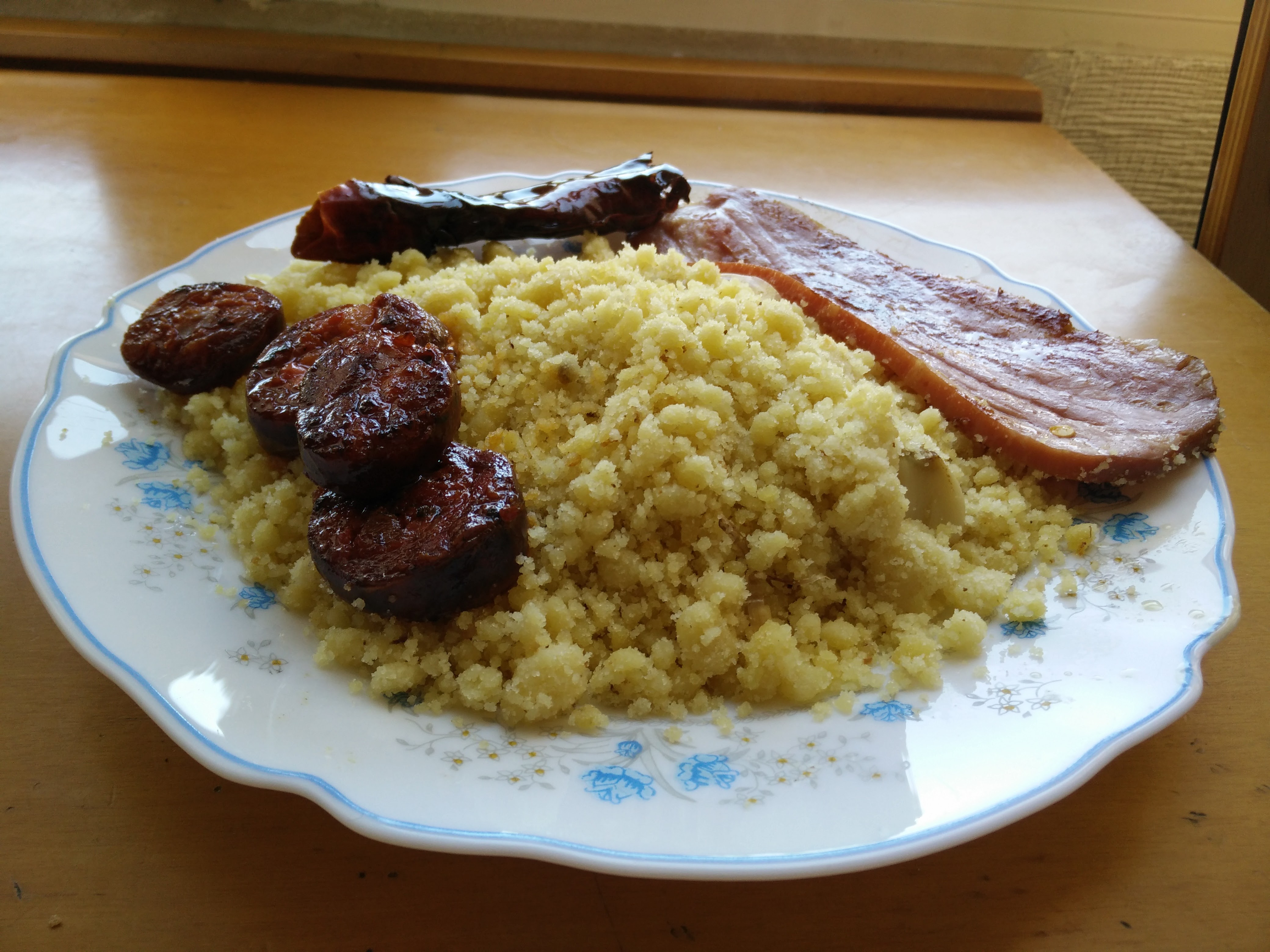
Migas de Almería

Entre los platos más tradicionales se destacan el potaje blanco, la sopa de ajo, las migas, la olla de trigo, los gurullos, las gachas y las patas de cordero estofadas; Otros autores destacan los andrajos con liebre. En repostería: el hornazo, los mantecados de almendra, los buñuelos de naranja, los roscos fritos. y los bocadillos de boniato
El municipio puede ubicarse en la comarca gastronómica del Valle del Almanzora, región conocida por sus fritadas y jamones curados, que tiene entre sus platos más conocidos la popular fritá de Suflí (fritada de pimientos y tomates). También son populares el asado del martes, la berza, los buñuelos de calabaza, la ensalada de caldo, el gazpacho de ajo, el remojón de Nochebuena y los gañotes.
Forma parte de los 144 que constituyen la Indicación Geográfica Protegida del 'Cordero de las Sierras de Segura y la Sagra', por su producción del cordero segureño, raza conocida por su carne de color rosáceo con un excelente nivel de engrasamiento y textura tierna y jugosa. Sus propiedades, provenientes de un animal adaptado a la vegetación intermitente de la zona, rica en hierbas aromáticas, la hace apta para su preparado al horno, en salsa o a la brasa.

También pertenece a la Indicación Geográfica Protegida vinícola de la ‘Sierras de las Estancias y los Filabres’. Este vino es elaborado con las variedades de uva macabeo, chardonnay, moscatel de grano menudo o morisco, airén, y sauvignon blanc, tempranillo, cabernet sauvignon, monastrell, merlot, syrah, garnacha tinta, pinot noir y petit verdot. Los blancos presentan aromas frutales y florales, buena diferenciación varietal y recuerdos de hierbas del monte. Los tintos poseen color cereza granate oscuro o picota, aroma a frutos negros, pasas, confituras, notas lácteas y florales y toques balsámicos.